# 노스 쇼어 이벤츠 센터
노스 쇼어 이벤츠 센터(North Shore Events Centre)는 뉴질랜드 오클랜드에 위치한 실내 경기장이다. NBL 뉴질랜드 브레이커스의 홈 경기장으로 사용되고 있다.